# Björnkulla, Huddinge kommun

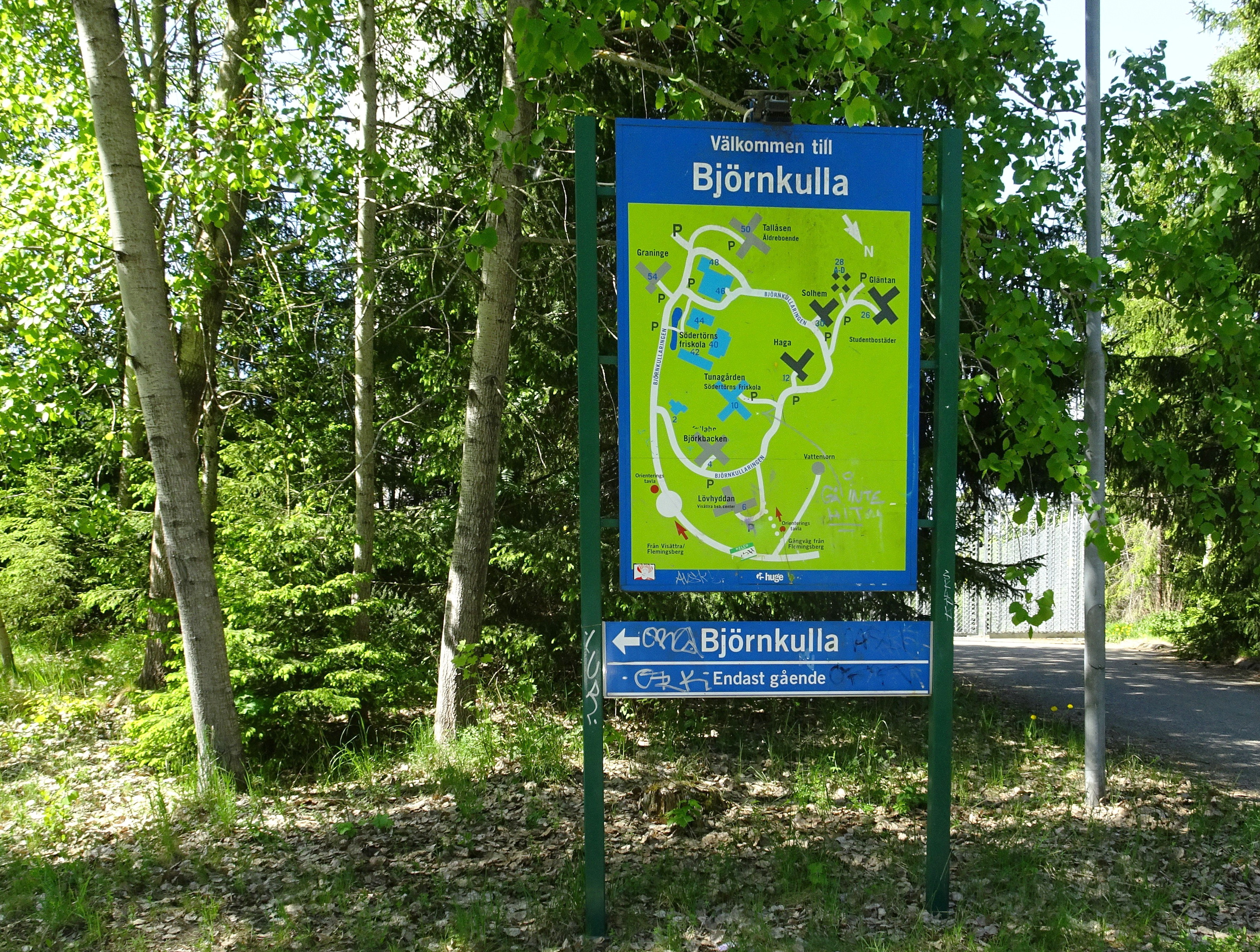
Björnkulla, informationsskylt.

Björnkulla (även Björnkullagården) är ett område inom kommundelen Flemingsberg i Huddinge kommun, beläget knappt en kilometer söder om Flemingsbergs station. Området är endast öppet för gående och cyklister.

## Historik

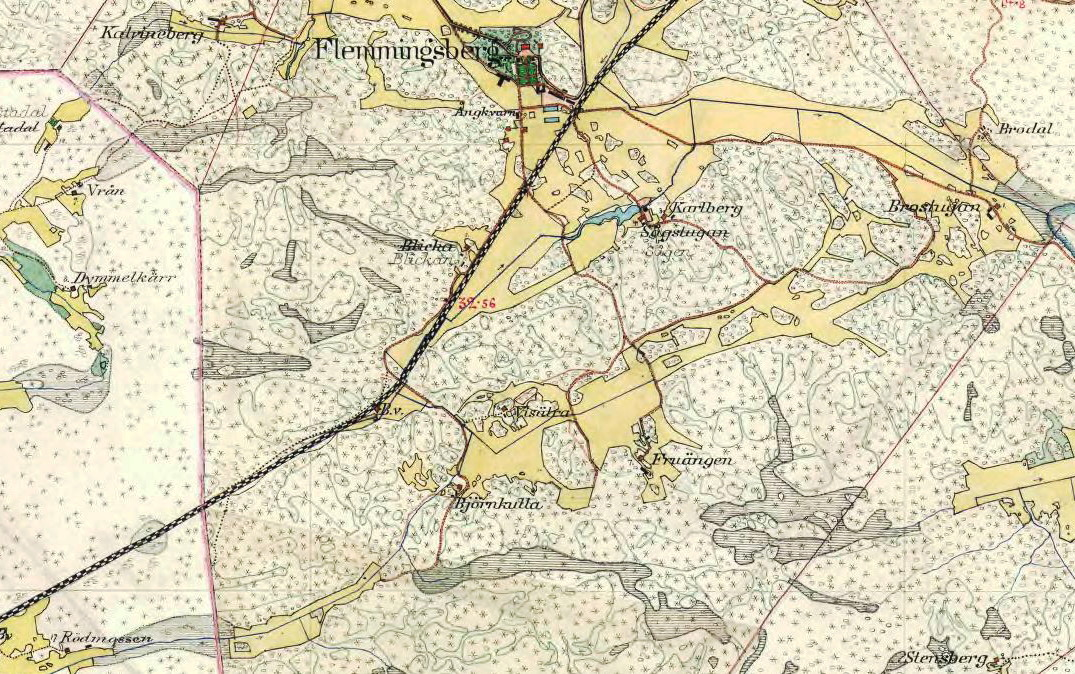
Flemingsbergs gård och Björnkulla 1900.

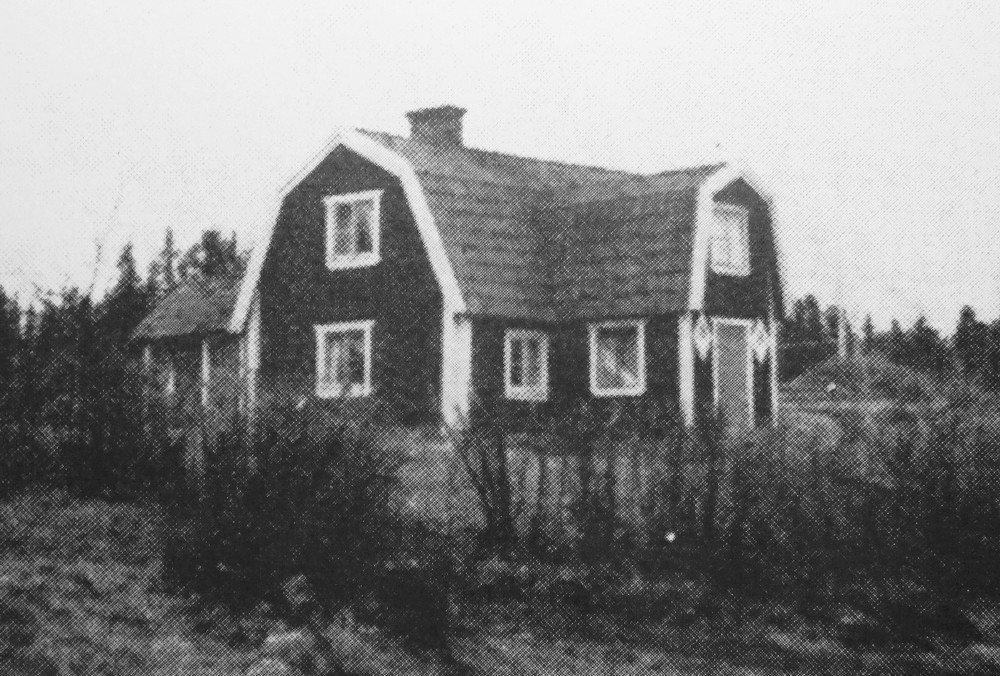
Torpet Björnkulla 1940-tal.

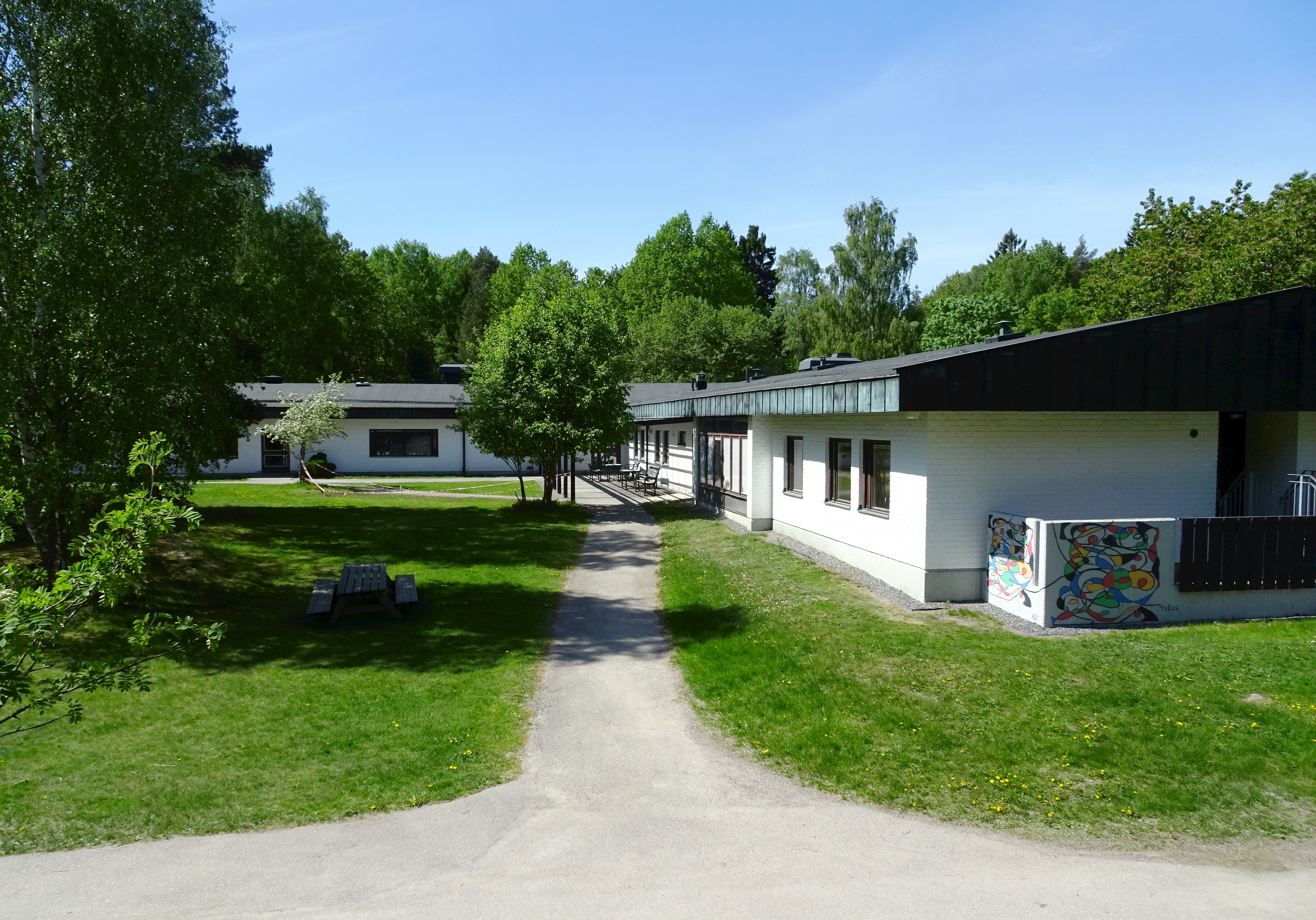
Bebyggelsen, maj 2018.

Björnkulla har sitt namn efter torpet Björnkulla som låg under Flemingsbergs gård och omnämns redan 1653. År 1921 avstyckades Björnkulla till självständigt småbruk. Då ägdes gården av Karl J. Danell och hans hustru Mathilda Johanna. Paret hade sex barn. Till gården hörde 7 hektar åkermark och 10 hektar skog. Byggnaden revs när vårdhemmet Björnkullagården uppfördes. Rester efter grunden till boningshuset och ladugården fanns kvar i slutet av 1990-talet.

## Allmänt
På dagens Björnkulla finns bland annat ett ålderdomshem, ett finskspråkigt demensboende, grundskolan Södertörns friskola, ett vårdhem för psykiskt utvecklingsstörda, ett vattentorn, och studentbostäder för studerande på Södertörns högskola. Bebyggelsen består av flera envåningsbyggnader som kallas Tallåsen, Graninge, Solhem, Gläntan, Björkbacken och Lövhyddan. Området (fastigheten Visättra 1:7) ägs av Huge Fastigheter och uppfördes på 1970-talet. Runt området går Björnkullaringen.

## Södertörns friskola
Södertörns friskola är en personalkooperativt ägd skola för årskurserna 6-9, belägen i Björnkulla, startad år 2000. Skolan erbjuder fyra olika profiler med specialinriktning. Dessa profiler är musik och drama (MD), bild och form (BF), naturvetenskap (NV), och global inriktning (GP). Det går ca 400 elever på Södertörns friskola. 

## Framtidsplaner
I oktober 2017 beslöt kommunstyrelsen i Huddinge att ge kommunstyrelsens förvaltning i uppdrag att upprätta planprogram för bostäder, verksamhetsområde, skola, förskolor med mera i Björnkulla på fastigheterna Visättra 1:7 och del av Visättra 1:6. Syftet med planläggning är att utreda möjligheterna till utveckling av nya bostäder, service, skola/förskola och verksamheter inom Björnkulla. Även utbyggd infrastruktur utreds inom programområdet. En detaljplan för området beräknas stå färdig under andra kvartal år 2021.